# Wasserturm Nykøbing Seeland
Der Wasserturm Nykøbing Seeland (dänisch Vandtårnet Nykøbing Sjælland) ist ein Wasserturm in der dänischen Stadt Nykøbing Seeland in der Gemeinde Odsherred.
Der Wasserturm befindet sich an einer markanten Stelle an der Ortseinfahrt südlich der Stadt. Er ist eine weithin sichtbare Landmarke und ein wichtiges Wahrzeichen Nykøbings.
Der Turm wurde im Jahr 1914 durch den Ingenieur Georg Rasmus Øllgaard im Stil des Historismus auf kreisförmigen Grundriss errichtet. Die Gestaltung erinnert mit Zinnenkranz stark an einen historischen Burgturm. Die Höhe des Wasserturms beträgt 19 Meter.
Auf der Südseite des Turms befindet sich ein Findling, auf dem das Baujahr und die technischen Daten des Turms aufgeführt sind.